# БТ-5
БТ-5 — советский лёгкий колёсно-гусеничный танк. Серийный танк семейства БТ («Быстроходные танки»). Принят на вооружение в соответствии с военной доктриной, определившей преимущества скоростных крейсерских танков, способных в кратчайшие сроки покрывать большие расстояния и действовать на оперативных просторах. Выпускался серийно ХПЗ в 1933—1935 годах.
Является усовершенствованным вариантом танка БТ-2 в направлении усиления пушечного вооружения и двигателя советского производства, незначительно увеличена высота и масса. Предназначен для укомплектования механизированных и танковых корпусов РККА. Серийный выпуск организован на Харьковском паровозостроительном заводе (ХПЗ) в 1933 г. По вооружению, бронированию, средствам внешней связи и проходимости БТ-5 не уступал однотипному с ним по массе советскому танку Т-26, а по удельной мощности, подвижности и запасу хода значительно превосходил этот танк. Гусеничный движитель и подвеска опорных катков были проще чем у Т-26. Машина была не сложной в освоении, отличалась неприхотливостью в обслуживании и высокой подвижностью, благодаря чему пользовалась популярностью у танкистов. БТ-5 являлся одним из основных танков РККА довоенного периода. В 1935 г. уступил место в производстве обладающей более высокими тактико-техническими показателями модификации БТ-7, в которой клёпаную конструкцию корпуса заменили на сварную.

## Техническое описание
БТ-5 представлял собой «гибридную» модель, призванную заменить в войсках малоудачную конструкцию БТ-2. Корпус БТ-5 практически не отличается от своего предшественника (если не считать перехода на метрическую систему), что было следствием требования УММ РККА «переделки должны производиться, не вклиниваясь в серийное производство» (модификации БТ-4 и БТ-6, отличавшиеся от БТ-2 конструкцией корпуса и несколькими мелкими доработками, до серийного производства не дошли). Поэтому от «двойки» «пятёрка» отличалась прежде всего новой эллиптической башней на уширенном погоне с 45-мм пушкой 20К с боекомплектом 115 выстрелов и пулемётом ДТ; на некоторых танках был второй ДТ в нише башни, на некоторых ещё и зенитный ДТ на турели. Экипаж — 3 человека. БТ-5 выпускался в вариантах с рацией и без рации. Командирский танк был с рацией и уменьшенным боекомплектом.
БТ-5 сохранил компоновочную схему танка БТ-2: переднее расположение отделения управления, среднее расположение боевого отделения и кормовое расположение моторно-трансмиссионного отделения. Корпус и башня танка каркасные, бронирование противопульное. Башня цилиндрической формы с нишей в кормовой части устанавливалась на шариковой опоре крыши корпуса. Посадка экипажа производилась через люки, расположенные в лобовой части корпуса и крыши башни. Броневые катаные листы, толщиной 6÷13 мм, соединялись заклёпками. Лобовые листы корпуса наклонены под сравнительно большими углами к вертикальной плоскости, а передние листы бортов к продольной оси машины, что дополнительно повышало их защитные свойства. В передней части надгусеничных полок имелись козырьки, защищавшие смотровые приборы от попадания грязи и снега. Буксирные крюки расположены в лобовой и кормовой частях корпуса.
Вооружение включает 45-мм полуавтоматическую пушку, установленную в маске башни и спаренный с ней 7,62-мм танковый пулемёт ДТ. Пушка предназначена для ведения огня по танкам и бронемашинам, артиллерии, открыторасположенным огневым средствам пехоты и живой силе противника, бронебойными и осколочными снарядами, обладала хорошими по тому времени тактико-техническими показателями. Длина ствола 46 калибров, дальность стрельбы прямой наводкой 3600 м, наибольшая — 4800 м. Бронебойный снаряд массой — 1,425 кг, начальная скорость — 760 м/с, пробивал броню толщиной 32 мм на дистанции стрельбы 1000 м при угле встречи 90º. Скорострельность пушки — 12 выстр./мин, с исправлением наводки. Наведение при стрельбе прямой наводкой из пушки и спаренного с ней пулемёта, наблюдение за результатами огня и его корректировка осуществлялись с помощью танковых оптических прицелов ТОП и ПТ-1. Конструкция башни обеспечила возможность ведения из пушки и пулемёта кругового обстрела в горизонтальной плоскости, углы наведения по вертикали от −6 до +25º. Боекомплект включает 115 артиллерийских выстрелов и 2709 патронов (43 магазина). В командирской машине размещалось 72 артиллерийских выстрела. В качестве приборов наблюдения в боевой обстановке применены смотровые щели со стеклоблоками, расположенные в лобовой части корпуса и боковых поверхностях башни.
Средствами внешней связи служили сигнальные флажки, а командирские машины были оборудованы танковыми приёмопередающими телефонно-телеграфными симплексными радиостанциями 71-ТК-1 с поручневой антенной, размещённой на башне. Радиостанция, установленная в нише башни обеспечивала связь при работе в режиме телефона на расстоянии до 15 км на ходу и до 30 км на стоянке, а в режиме телеграфа на стоянке — до 50 км. Внутреннюю связь обеспечивало танковое переговорное устройство ТПУ-3 на три абонента.
Двигатель авиационный, марка М-5: 12-цилиндровый, V-образный карбюраторный, жидкостного охлаждения, мощностью 294 кВт (400 л.с), позволял развивать скорость до 50 км/ч на гусеницах и до 72 км/ч на колёсах. Двигатель располагался продольно в кормовой части корпуса, носком коленчатого вала в сторону кормы, имел сравнительно небольшие массово-габаритные показатели, соответственно: 410 кг; 1754×691×1073 мм. Топливо — авиационный бензин.
Механическая трансмиссия состояла из: многодискового фрикциона сухого трения (сталь по стали), установленного на носке коленчатого вала двигателя, четырёхступенчатой коробки передач, двух многодисковых бортовых фрикционов с ленточными тормозами (механизмов поворота), двух одноступенчатых бортовых передач и редукторов (гитар) для привода к задним опорным каткам, становившихся ведущими при движении машины на колёсном ходу. В гитаре расположены пять шестерёнок, передающих крутящий момент от вала ведущего колеса гусеничного движителя к заднему опорному катку. Картер гитары выполнял функцию балансира заднего опорного катка.
Гусеничный движитель (применительно к одному борту) состоял из: крупнозвенчатой гусеничной цепи гребневого зацепления с открытым шарниром, четырёх опорных катков диаметром 815 мм, направляющего колеса с механизмом натяжения гусеничной цепи, ведущего колеса заднего расположения с четырьмя ведущими роликами. Опорные катки имели наружную амортизацию в виде резиновых бандажей. Подвеска индивидуальная (независимая). В качестве упругих элементов использованы спиральные цилиндрические пружины (свечи), соединяющие балансиры опорных катков с корпусом. Пружины расположены внутри корпуса вертикально (у первого опорного катка — горизонтально).
При переходе с гусеничного хода на колёсный, гусеничные цепи снимали, укладывали на надгусеничные полки и закрепляли ремнями. В ступицы задних опорных катков устанавливали блокирующие кольца, соединявшие их с ведущим валом гитары. Нормативное время необходимое для перевода машины силами экипажа с гусеничного хода на колёсный (и наоборот) не превышало 30 мин. Для управления поворотом танка на гусеничном ходу в отделении управления имелись два рычага, связанные посредством продольных тяг с бортовыми фрикционами, а на колёсном ходу — рулевое колесо с реечным рулевым механизмом, соединённым тягами с передними управляемыми опорными катками. При движении на гусеницах рулевое колесо снималось.
Электрооборудование: выполнено по одно проводной схеме, напряжение бортовой сети 12 В. Система зажигания батарейная. Свечи зажигания каждого ряда цилиндров двигателя получали электроэнергию от своего трансформатора-распределителя, представлявшего собой комбинацию катушки высокого напряжения с прерывателем-распределителем. Пуск двигателя производился двумя электрическими стартерами или с помощью пусковой рукоятки, установленной на редукторе пуска в боевом отделении.
Система противопожарного оборудования: состоящую из стационарного тетрахлорного огнетушителя, соединённого трубопроводами с четырьмя распылителями, установленными в моторном отделении.
Состав экипажа, три человека: командир, наводчик и механик-водитель. Командир и наводчик размещались на сиденьях в боевом отделении по обеим сторонам от пушки, а механик-водитель — в отделении управления. Командир дополнительно выполнял обязанности заряжающего и радиста.

### Тактико-технические характеристики[1]
- Назначение / Танк группы дальнего действия;
- Тип: Лёгкий, колёсно-гусеничный с пушечным вооружением;
- Год выпуска — 1933 г.;
- Боевая масса — 11,5 т.;
- Экипаж — 3 чел.;
- Максимальная скорость, на гусеницах / на колёсах — 52/72 км/час;
- Вооружение: 45-мм пушка 20-К обр. 1937 г., 7,62-мм танковый пулемёт ДТ, установленные в башне;
- Боекомплект: 115 артиллерийских выстрелов (в командирском — 75) и 2709 патронов;
- Бронирование: противопульное: лоб, борт, корма, башня — 13 мм, крыша — 10 мм, днище −6 мм;
- Тип гусеницы — крупнозвенчатая гребневого зацепления;
- Число траков — 46;
- Ширина трака — 260 мм;
- Шаг трака — 255 мм;
- Число опорных катков — 4 × 2;
- Тип механизма натяжения гусеницы — кривошипный;
- Длина опорной поверхности — 300 мм;
- Колея — 1970 мм;
- Клиренс — 350 мм;
- Среднее удельное давление на грунт — 0,065 МПа(0,65 кг/см²);
- Запас хода по топливу: по шоссе, на колёсах 200 км / на гусеницах 150 км;
- Преодолеваемые препятствия: угол подъёма — 37°; угол крена — 35°; ширина рва — 2 м; высота эскарпа — 0,55 м; глубина брода — 0,9 м; толщина сваливаемого дерева / 0,35 м;
- Габаритные размеры: длина — 5580 мм; ширина — 2230 мм; высота — 2230 мм;
- Дальность радиосвязи — отсутствует.

Экипаж

## Производство
Выпуск БТ-5 на ХПЗ начался в марте 1933 года, когда сделаны последние 37 штук БТ-2. Благодаря преемственности конструкции, первые 16 БТ-5 предъявлены военной приёмке уже 22 марта. Всего по итогам 1933 года было сдано 1005 единиц БТ-2 и БТ-5, но в донесении, составленным военпредом ХПЗ, говорилось о том, что во втором полугодии, по сравнению с первым, значительно увеличился процент брака (9-41 % против 5-8 % БТ в месяц). Улучшили качество сборки БТ-5 только в середине 1934 года.
Башни машин первой серии были изготовлены из так называемой «технологической брони» (обычная сталь или незакалённая броня), всего было сдано 30 неброневых башен и 10 из незакалённой брони. Полностью заменить их броневыми удалось только в 1935 году.
Броневую сталь для башен подавали Ижорский (марки ПИ) и Мариупольский заводы (марки МИ). Оба типа башен имели 13-мм бронирование. Масса оборудованной сварной башни без вооружения и боеприпасов равнялась 675 кг, а с вооружением и боеприпасами — 1100 кг. Поворот башни осуществлялся вручную.
Броня МИ была двухслойная, что должно было обеспечивать большую пулестойкость по сравнению с однослойной бронёй ПИ. Всего «мариупольских» башен с малой нишей было выпущено 230 штук. Такие машины отправлялись в распоряжение учебных заведений и учебные батальоны механизированных бригад.
Но в июне — июле 1934 года, после обобщения данных об эксплуатации серийных БТ-5, было принято решение полностью перейти на ижорскую башню, изначально разработанную для установки на модернизированные танки Т-26, поскольку броня МИ обладала целым рядом скрытых дефектов, включавших сколы, трещины и недержание кромок. К тому моменту на Ижорском заводе была получена кремне-марганцево-молибденовая сталь повышенной вязкости, поэтому Постановлением Броневого Совета НКТП для производства танков БТ-5 принималась броня марки ИЗ.
Выпускался БТ-5 до конца 1935 года, причём на танках последних выпусков устанавливалась 45-мм пушка образца 1934 года, являющая улучшенным вариантом пушки 20К образца 1932 года. Всего произведено 1 884 машины. Кроме того к 3 декабря 1939 года один танк БТ-2, находившийся во 2-й Краснознамённой армии ДВФ, был переделан рембазой в БТ-5.
Производство БТ-5:
- 1933 — 784 (3 переделаны из БТ-2, 761 линейный, 20 радийный)
- 1934 — 1103 (860 линейный, 243 радийный)

Кроме того в 1941 году, до начала ВОВ, не менее 19 БТ-2 были переделаны в БТ-5.

## Боевое применение

### Испания
Единственным государством, куда поставлялись танки БТ-5, была Республиканская Испания.
28 июля 1937 г. начальник АБТУ РККА комдив Бокис подписал очередную справку на отправленное 17.07.37 г. имущество:
- Машины БТ-5 линейные (без радиостанций) с вооружением и ЗИП[2] — 38;
- То же, с радиостанциями — 12;
- Моторы М-5 с главным фрикционом в сборе — 50;
- Коробок перемены передач к БТ-5 — 50;
- Рация 71-ТК — 10[3].

Погрузили танки 24 июля 1937 года в Севастополе на испанское судно. С БТ-5 во главе с А. А. Ветровым убыла группа сопровождающих. Основная часть танкистов-добровольцев во главе с полковником С. И. Кондратьевым отправлена на другом судне. Это судно прибыло в Картахену 1 августа. После прибытия советских танкистов началось формирование 1-го отдельного интернационального танкового полка (1-го оитп), укомплектованного БТ-5, в экипажи набрали испанцев и добровольцев в основном из славянских стран. Но всё же советские танкисты — большинство командиров и механиков-водителей. Боевое крещение 1-го оитп на Арагонском фронте. Полк совершил за двое суток 630-километровый марш на гусеничном и колесном ходу переменно, почти без потерь по техническим причинам, что частично подтвердило надежность колесно-гусеничного движителя.
К рассвету 13 октября большая часть полка оказалась в 10 км юго-восточнее Фуэнтес-де-Эбро. Кроме нескольких линий траншей, у франкистов была полевая артиллерия. Перед началом атаки было 40-48 БТ-5. Республиканцы с помощью БТ-5 надеялись пробить брешь в обороне, выйти противнику в тыл и разгромить его. На БТ-5 решили посадить десант капитана Агила из 24-го батальона 15-й интербригады. На флангах и в тылу были американские и британские добровольцы. Про десантирование с танков и про взаимодействие с ними испанцы имели далёкое понимание.
До первой линии было окопов 400—800 метров по равнине. Перед атакой республиканцы провели «артподготовку» — несколько залпов двумя батареями. Танковая атака — неожиданность для первой линии республиканской пехоты, которую не оповестили о атаке танков. Пройдя свою первую линию обороны, танкисты были предоставлены сами себе, десант почти сразу покинул танки и попытался следовать под их прикрытием. Имея приказ провести атаку быстрее, танки вырвались далеко вперед.
Дальше прыгая на ухабах, танки растеряли почти весь десант. «Кардаш находился в центре наступающей танковой роты. Удачно преодолел овраг, но у вражеских позиций танк был подожжен бутылкой с зажигательной смесью. Двигатель не заводился, пытавшихся приблизиться к горевшему танку националистов Кардаш отсекал огнем. Лишь тогда, когда огонь подобрался к боевому отделению, экипаж покинул машину и был спасен экипажем другой машины»
В такое же положение в оврагах и ирригационных каналах попало более десяти БТ-5, но отдельные танки прорвались через проволочное ограждение и вошли в город. Здесь БТ-5 оказался в невыгодном положении на улицах и, потеряв ещё несколько танков, полк отступил. Результаты атаки не удовлетворили республиканцев. Хотя интербригада заняла позиции между двумя линиями обороны франкистов, поддержки ей не оказали. Танковый десант уничтожен почти полностью. Потери танкового полка от 16 до 28 танков, часть поврежденных БТ-5 эвакуировали. Утверждается, что полностью погибло 16 танковых экипажей (по другим данным — 37 танкистов), включая заместителя командира полка Б. Шишкова, который сгорел в танке. Это самые тяжёлые потери танков за всю войну.
Не менее драматично было у города Теруэль, который после нескольких неудачных попыток штурма, франкисты укрепили ещё сильнее. Захват Теруэля был оперативной и важной политической целью. Осенние поражения 1937 года раскололи республиканцев и потерями значительной территории, включая Басконию. Захват Теруэля мог вернуть надежду на перелом в войне, но стоил больших жертв обеим сторонам и впоследствии обернулся неудачей республиканцев. К октябрю 1937 года в Теруэле оборонял 9-тысячный гарнизон. Против них республиканцы имели 100.000 человек, 42 БТ-5 и Т-26, около 30 бронеавтомобилей и 125 орудий. Некоторую поддержку оказывала авиация. По политическим соображениям решено отказаться от участия интербригад — взятие города должно было проводиться только испанцами. Учитывая, что Т-26 две танковые роты, количество БТ оценили 20-25. Операция началась 15 декабря 1937 года, за два дня до планируемого начала нового наступления франкистов на Мадрид. В пользу оборонявшихся были холодная погода (временами температура падала до −20°), 30-40-сантиметровый слой снега и гористая местность. Уже 17 декабря город оказался в полном окружении. Большую часть боев танки действовали из засад и эпизодически контратаковали, а под новый 1938 год танки отбили сильную атаку франкистов, которые начали деблокаду города — участвовало 8 пехотных батальонов с поддержкой танкеток CV 3/35 и авиации. Не выдержав натиска, 40-я испанская пехотная дивизия почти полностью оставила позиции и только танки несколько часов удерживали западную окраину города. Советские и испанские танкисты при отражении атаки подбили две танкетки и заставили отступить остальных. Развивая успех, экипажи 1-го оитп, действовавшие с Т-26 и бронеавтомобилями, контратаковали и рассеяли пехоту франкистов.
Очередной штурм города 2 февраля 1938 года закончен для франкистов безрезультатно. Экипажи БТ-5 снова проявили себя — танковая рота капитана Сиротина атаковала противника, нанеся потери пехоте. В который раз доказана слабость танкеток — за день франкисты потеряли 6 CV 3/35, 3 безвозвратно. Гарнизон Теруэля из 5 000 солдат, не выдержав долгой осады, сдался. А к 8 февраля в 1-м оитп вышло из строя 15 танков, часть снова ввели в строй. Окончательно взять Теруэль мятежники решили 12 февраля, стянув в этот район 11 пехотных дивизии и 40 танков Pz.I и танкеток CV 3/35. Республиканцы почти не получали подкреплений, так что победа должна была быть лёгкой. Но больше чем на неделю франкисты увязли в боях местного значения. Например, 20 февраля на северо-западном участке обороны Теруэля республиканские танкисты атаковали противника сами. На этот раз отличилась рота лейтенанта А. Разгуляева — подбила 2 «панцера», прикрывая огнём из засады отход испанского батальона. После этого 5 БТ-5 контратаковали и подбили ещё 3 Pz.I. Серьёзного сопротивления танки мятежников оказать не могли, они только с пулемётами. Пехота противника попала под ударом республиканских танков и в замешательстве. Если бы не артиллерия и авиация франкистов, конец этого сражения мог быть для них неприятным. Полк тогда потерял только 1 танк, который поврежден близким разрывом бомбы. Экипаж погиб, подбитый БТ-5 эвакуировали и восстановили. 22 февраля республиканцам пришлось оставить город, потеряв около 55 000 человек.
К 22 февраля в 1-м оитп ещё 42 танка, но только 15 из них могли участвовать в бою. Видимо, в общее число танков включены и Т-26. После отвода танки встали на ремонт в районе Формиче-Бахо — надо было менять изношенные части трансмиссии, двигатели, стволы пушек и детали ходовой части. Ремонт завершили к концу февраля и полк перевели на Восточный фронт, где после наступления франкистов «брешь» на участках 24-й и 30-й пехотных дивизий республиканцев от Фуэндетодос до Монтальбана. Выдвигавшиеся первыми восемь БТ-5 под командой командира 1-й роты Смирнова у Монтальбана встретились с колонной франкистской пехоты. Она шла без тяжёлого вооружения и боевого охранения. БТ-5 рассеяли пехоту, после чего их окопали на шоссе Мартин-дель-Рио — Вальдеконехос, где ожидался удар противника. Утром следующего дня эти восемь БТ-5 атакованы большим количеством пехоты с 20-ю танкетками. Республиканские танки, подпустив противника на 500—800 метров, начали расстреливать танкетки. Первыми выстрелами подбито 2 CV 3/35. Пехота противника залегла под пулемётным огнём. Затем БТ-5 подбили ещё две танкетки и франкисты отступили. Преимущество советских БТ-5 над немецкими «панцерами» подтвердилось и в бою у населённых пунктов Ихар и Альбасете-дель-Арсобиспо, когда один БТ-5 вступил в бой с пятью Pz.I, один подбил из пушки, и, после того как разбило прицел орудия, таранил второй. Экипаж был только из двух советских танкистов (лейтенанта Разгуляева и механика-водителя Данилова). В марте-апреле 1938-го советское присутствие в Испании стали сокращать. Этому способствовала политическая обстановка в Республике. Падение республиканцев стало вопросом лишь времени и в этой ситуации советское правительство решило отозвать советских «добровольцев». Вслед за летчиками в конце марта в СССР отправили и танкистов. К этому времени в 1-м оитп их осталось 22 с 18 танками. Полк вывели не переформировку, создав из него танковую бригаду. Летом 1938 года республиканцы сделали последнюю попытку переломить ход войны на свою сторону. В сражении на Эбро участвовала основная масса уцелевших танков и около 70-75 самолётов. Наступление, начатое 25 июня, первое время для республиканцев шло удачно. Войска под командой полковника Хуана Модесто (Juan Modesto) постепенно двигались к главной цели — Гандесе в 25 км от Эбро, но через несколько дней обстановка изменилась. Местность была неблагоприятной для действий танков — со множеством заболоченных и каменистых участков. Ближе к городу холмы, где быстроходным БТ реализовать преимущество в манёвре и скорости негде. К тому же, франкисты после начала сражения имели 550 самолётов, создав внушительное преимущество в авиации и этим предопределив исход боёв. Немногие оставшиеся БТ-5-е после этого эпизодически использовали в боях и после капитуляции 1 апреля 1939 года перешли к франкистам. Предположительно, им досталось около 5 исправных БТ, как минимум один из них с башней раннего типа. Франкисты начали использовать эти танки ещё годом ранее. Например, на Арагонском фронте некоторое время в итальянской «танковой группировке» было 5 Т-26, которые франкисты свели в «русскую» группу. В боях три потеряли безвозвратно и заменили на захваченные БТ-5. Видимо, до победы франкистов ни один танк «русской» группы не дожил, сведения о их боевых действиях в 1938—1939 годах отсутствуют.

#### Бронечасти и соединения народной Армии
12 октября 36 года на судне «Комсомол» прибыла 1-я поставка советских бронированных машин — 50 Т-26. На основе полученных T-26Б в городе Арчена вскоре организован 1-й танковый батальон. Состав учебного батальона танков — 3 роты по 3 взвода по 3 танка (в общем около 30 машин).
В середине ноября 1936 года активны уже 2 батальона. В декабре 36 года создана 1-я танковая бригада из 3 батальонов T-26Б (96 танков). Весной 37 года бригада имеет 4 батальона танков и разведывательную роту с БА-6.
В эти же сроки принято решение о создании 2-й бригады — усиленная аналогичного состава. Кроме того, необходимость оказания бронированной поддержки разным направлениям требует создания ещё 4 отдельных батальонов T-26Б, назначенных в каждую армию. Так, в июне 37 года в общем 12 батальонов T-26Б (4 в каждой бригаде и 4 отдельных) и 3 батальона бронеавтомобилей (другие авторы упоминают 4). Последние батальоны организованы в полк бронемашин (3 батальона по 3 роты из 10 машин: около 96 колесных бронемашин) созданный в апреле 37 года. Иногда эта часть называется бригада бронемашин. В других текстах упоминается также лёгкая бригада, оснащенная только бронеавтомобилями, но ощущение, что это ещё одно название полка/бригады бронемашин.
Другие авторы дают разные данные реорганизации бронетанковых войск весной-летом 37 года и утверждают, что к 1-й бригаде присоединились другие 3 бронебригады. Эти бригады менее мощные, чем 1-я, потому что у них 1 батальон Т-26Б и 2 батальона бронеавтомобилей.
В сентябре 1937 сформирован полк тяжёлых танков с 48 БТ-5. В разных источниках эта же часть названа как полк быстрых танков или интернациональный танковый полк. Формировался из 3 батальонов 2 по роты по 2 взвода (3 танка на взвод).
В октябре 37 новая реорганизация бронетанковых войск — на базе существующих бригад создание дивизии бронированных машин, которая включает 2 бригады Т-26Б (по 4 батальона), полк тяжёлых танков (БТ-5), бригаду пехоты и роту противотанковых пушек. В этой дивизии 260 T-26Б и 48 БТ-5. Были также отдельные батальоны (2?) назначенные в каждую армию (с 3 ротами танков и 1 ротой бронеавтомобилей). В любом случае реальное наличие танков значительно ниже, чем установленное в штатах: до этого момента получено только 256 T-26Б, из которых надо вычесть большое число уничтоженных, захваченных или списанных по износу.
Разрыв республиканской зоны на две заставил разделить исправную бронетехнику, которая структурирована с апреля 38 года в 1-ю дивизию бронированных машин (назначенную в Восточную группу армий — Grupppo Exersito Republicano Oriental — GERO) и 2-ю дивизию бронированных машин (GERC — Grupppo Exersito Republicano Central — Группа армий центра). 1-я дивизия в составе 3 танковых бригад и 2-й и 3-й смешанных бригад танков и бронеавтомобилей (другие источники в этой дивизии включают только 2 бригады). БТ-5 во 2-ю дивизии. 1-я дивизия перестаёт существовать из-за падения Каталонии в феврале 39 года.
Фактическое наличие бронированных машин, которое имели эти дивизии, позже должно быть малое, так как с лета 37 года получили только 25 Т-26 (13 марта 1938). Предполагается, что весной 38 года боеготовы немногим более 100 T-26Б, 28 БТ-5, 50 БА-6 и Chevrolet 37 года (AAC-1937) и около 30 ФАИ и UNL-35 (количество UNL, кажется, очень мало).
Несмотря на наличие крупных бронированных частей типа дивизии, они не сравнимы танковыми дивизиями Второй мировой войны, поскольку они новосформированы и не разработаны их действия, они, скорее, частирезерва, поставляввшие в распоряжение командиров отдельные оперативные батальоны, роты или даже взвода в зависимости от момента.

### Бои на Халхин-Голе, поход в Польшу, Советско-финская война (1939—1940)
До начала Великой Отечественной войны было безвозвратно потеряно и списано 157 БТ-5: на Халхин-Голе (1939) — 75, в советско-финляндской войне (1939—1940) — 82.

#### Бои на Халхин-Голе
При сходном бронировании БТ-5 был сильнее основных японских танков. Но главные проблемы были именно из-за слабого бронирования советских танков. Как показала оценка боевых повреждений БТ-5, основная часть пробоин была в борта корпуса (77 попаданий), ходовую часть (64), башню (57) и лоб корпуса (35). Снаряды 37-мм японских противотанковых и танковых орудий пробивали 13-мм броню насквозь, давая вторичные осколки. Также в БТ-5 зафиксировано одно прямое попадание авиабомбы и 8 пробоин от крупных осколков. В общем 11-я танковая бригада потеряла 84 БТ-5. За время боев текущий ремонт сделали 82-м БТ-5, четырнадцати- — средний и двенадцати- — капитальный. Как правило танки ремонтировали полевыми ремонтными бригадами.
Одно из наиболее крупных танковых сражений произошло 3 июля. В ходе начальной стадии сражения японские орудия и танки отбили контратаку танков БТ подбив 31 танк из 50. В ходе дальнейшего движения японская бронетехника была из засады расстреляна группой БТ-5. БТ начинали открывать огонь с расстояния 800-1000 метров, в результате чего было выведено из строя от 41 до 44 из 77 японских танков. Дальнейшее наступление японцев остановилось.
По итогам операции безвозвратные потери составили 75 машин.

#### Польский поход Красной армии (1939)
По количеству танки БТ-5 были далеко не на первом месте, основа танковых бригад — Т-26 и БТ-7. Впрочем, при вторжении в Польшу были задействованы и более старые БТ-2, средние Т-28 и плавающие Т-37А и Т-38. На Белорусском фронте в наступлении действовали пять танковых бригад (6-я, 22-я, 25-я, 29-я и 32-я) в основном оснащенных БТ-7. Около 150 БТ-5 было в шести танковых полках кавалерийских дивизий, но в сентябре 1939 года они в боях не участвовали и были в местах постоянной дислокации. В Украинском фронте действовало четыре танковые бригады (10-я, 24-я, 36-я и 38-я) входившие в подвижную армейскую группу, но на этом направлении им содействовала конно-механизированная группа из: 25-й танкового корпуса (включая и 58 БТ-5), 23-я и 26-я танковые бригады, 4-й кавалерийский корпус и 3-я, 5-я (в 32-м танковом полку 29 БТ-5) и 16-я кавалерийские дивизии (в 39-м танковом полку 31 БТ-5). Всего боевые потери составили 17 БТ всех трех типов. Был безвозвратно потерян 1 танк БТ-5 из 6-го кавалерийского корпуса Белорусского фронта.

#### Советско-финская война (1939—1940)
Несмотря на идущую модернизацию танкового парка быстроходных танков, по количеству БТ-5 было практически не меньше БТ-7. Одной из первых в боях перед и на «линии Маннергейма» приняла участие 1-я легкотанковая бригада, действовавшая в составе 10-го танкового корпуса. В общем бригада имела 7 Т-26, 83 БТ-5, 82 БТ-2 и 6 БТ-7А, 18 бронеавтомобилей БА-10 и 5 БА-20. У Ладожского озера против финских войск из крупных танковых соединений действовала только 34-я легкотанковая бригада, которая на 30 ноября 1939 года имела 143 БТ-5, 28 БТ-7, три ХТ-26 и 25 бронеавтомобилей БА-20. Финские войска здесь оказались быстрее — 4 января они перерезали дорогу между Южным и Северным Леметти и в результате бригада была разрезана на три части, а связь между группами была почти нарушена. В это время шансы на прорыв ещё были. Даже с учётом потерь танкисты были в подавляющем численном преимуществе, поскольку в этом район фронта у финнов танки отсутствовали. Можно было, оставив немногие БА-20 неповышенной проходимости и часть автомобилей, попытаться сделать прорыв, но уполномоченный особого отдела НКВД запретил выход из окружения. Дело закончилось расстрелом командира 179-го мотострелкового батальона, что привело к печальным последствиям. Суммарные безвозвратные потери танков БТ-5 в ходе кампании составили 82 машины (63 линейных и 19 радийных).

### Великая Отечественная война
| Наличие БТ-5 в РККА на 1 июня 1941 года | Наличие БТ-5 в РККА на 1 июня 1941 года | Наличие БТ-5 в РККА на 1 июня 1941 года | Наличие БТ-5 в РККА на 1 июня 1941 года | Наличие БТ-5 в РККА на 1 июня 1941 года | Наличие БТ-5 в РККА на 1 июня 1941 года | Наличие БТ-5 в РККА на 1 июня 1941 года | Наличие БТ-5 в РККА на 1 июня 1941 года | Наличие БТ-5 в РККА на 1 июня 1941 года | Наличие БТ-5 в РККА на 1 июня 1941 года | Наличие БТ-5 в РККА на 1 июня 1941 года | Наличие БТ-5 в РККА на 1 июня 1941 года | Наличие БТ-5 в РККА на 1 июня 1941 года | Наличие БТ-5 в РККА на 1 июня 1941 года | Наличие БТ-5 в РККА на 1 июня 1941 года | Наличие БТ-5 в РККА на 1 июня 1941 года | Наличие БТ-5 в РККА на 1 июня 1941 года | Наличие БТ-5 в РККА на 1 июня 1941 года | Наличие БТ-5 в РККА на 1 июня 1941 года | Наличие БТ-5 в РККА на 1 июня 1941 года | Наличие БТ-5 в РККА на 1 июня 1941 года | Наличие БТ-5 в РККА на 1 июня 1941 года |
| Модель                                  | Категория                               | ЛВО                                     | ПОВО                                    | ЗОВО                                    | КОВО                                    | ОдВО                                    | ЗакВО                                   | САВО                                    | ЗабВО                                   | ДВФ                                     | АрхВО                                   | МВО                                     | ПриВО                                   | ОрВО                                    | ХВО                                     | СКВО                                    | УрВО                                    | СибВО                                   | Рембазы                                 | Склады                                  | Всего                                   |
| БТ-5 линейный                           | 1                                       |                                         |                                         |                                         |                                         |                                         |                                         |                                         |                                         | 1                                       |                                         |                                         |                                         |                                         |                                         |                                         |                                         |                                         |                                         |                                         | 1                                       |
| БТ-5 линейный                           | 2                                       | 193                                     |                                         | 57                                      | 249                                     | 45                                      | 24                                      | 32                                      | 147                                     | 64                                      |                                         | 16                                      | 13                                      | 29                                      | 3                                       | 59                                      |                                         |                                         |                                         |                                         | 931                                     |
| БТ-5 линейный                           | 3                                       | 26                                      |                                         | 17                                      | 8                                       | 9                                       | 2                                       | 9                                       | 17                                      | 2                                       |                                         | 5                                       | 12                                      | 7                                       | 1                                       | 4                                       |                                         |                                         |                                         |                                         | 119                                     |
| БТ-5 линейный                           | 4                                       | 23/10                                   |                                         | 14/8                                    | 19/15                                   | 3/1                                     | 1                                       | 11/9                                    | 52/16                                   | 13/11                                   |                                         | 4/4                                     | 2                                       |                                         |                                         | 2                                       |                                         |                                         | 82                                      |                                         | 226                                     |
| БТ-5 линейный                           | Всего                                   | 242/10                                  |                                         | 88/8                                    | 276/15                                  | 57/1                                    | 27                                      | 52/9                                    | 216/16                                  | 80/11                                   |                                         | 25/4                                    | 27                                      | 36                                      | 4                                       | 65                                      |                                         |                                         | 82                                      |                                         | 1277                                    |
| БТ-5 радио                              | 1                                       |                                         |                                         |                                         |                                         |                                         |                                         |                                         |                                         | 1                                       |                                         |                                         |                                         |                                         |                                         |                                         |                                         |                                         |                                         |                                         | 1                                       |
| БТ-5 радио                              | 2                                       | 25                                      |                                         | 67                                      | 61                                      | 21                                      | 4                                       | 13                                      | 84                                      | 15                                      |                                         | 2                                       |                                         | 14                                      |                                         | 15                                      |                                         |                                         |                                         |                                         | 321                                     |
| БТ-5 радио                              | 3                                       | 4                                       |                                         | 8                                       | 1                                       | 3                                       |                                         | 1                                       | 7                                       |                                         |                                         |                                         | 5                                       | 1                                       |                                         | 4                                       |                                         |                                         |                                         |                                         | 34                                      |
| БТ-5 радио                              | 4                                       | 2                                       |                                         | 13/8                                    | 3/3                                     |                                         |                                         | 6/4                                     | 11/5                                    |                                         |                                         | 1/1                                     |                                         |                                         |                                         |                                         |                                         |                                         | 7                                       |                                         | 43                                      |
| БТ-5 радио                              | Всего                                   | 31                                      |                                         | 88/8                                    | 65/3                                    | 24                                      | 4                                       | 20/4                                    | 102/5                                   | 16                                      |                                         | 3/1                                     | 5                                       | 15                                      |                                         | 19                                      |                                         |                                         | 7                                       |                                         | 399                                     |
| БТ-5 дизель                             | 2                                       |                                         |                                         | 7                                       |                                         |                                         |                                         |                                         |                                         |                                         |                                         |                                         |                                         |                                         |                                         |                                         |                                         |                                         |                                         |                                         | 7                                       |
| БТ-5 дизель                             | 4                                       |                                         |                                         |                                         |                                         |                                         |                                         |                                         |                                         |                                         |                                         |                                         |                                         |                                         |                                         |                                         |                                         |                                         | 5                                       |                                         | 5                                       |
| БТ-5 дизель                             | Всего                                   |                                         |                                         | 7                                       |                                         |                                         |                                         |                                         |                                         |                                         |                                         |                                         |                                         |                                         |                                         |                                         |                                         |                                         | 5                                       |                                         | 12                                      |
| БТ-ИС                                   | 2                                       |                                         |                                         |                                         |                                         |                                         |                                         |                                         |                                         |                                         |                                         |                                         |                                         | 1                                       |                                         |                                         |                                         |                                         |                                         |                                         | 1                                       |
| БТ-ИС                                   | 4                                       |                                         |                                         |                                         |                                         |                                         |                                         |                                         |                                         |                                         |                                         |                                         |                                         |                                         |                                         |                                         |                                         |                                         | 1                                       |                                         | 1                                       |
| БТ-ИС                                   | Всего                                   |                                         |                                         |                                         |                                         |                                         |                                         |                                         |                                         |                                         |                                         |                                         |                                         | 1                                       |                                         |                                         |                                         |                                         | 1                                       |                                         | 2*                                      |
| БХМ-2/ХБТ-2                             | 2                                       |                                         |                                         |                                         |                                         |                                         |                                         |                                         |                                         |                                         |                                         |                                         | 13                                      |                                         |                                         |                                         |                                         |                                         |                                         |                                         | 13                                      |
| Итого                                   | Итого                                   | 273/10                                  | —                                       | 183/16                                  | 341/18                                  | 81/1                                    | 31                                      | 72/13                                   | 318/21                                  | 96/11                                   | —                                       | 28/5                                    | 45                                      | 52                                      | 4                                       | 84                                      | —                                       | —                                       | 95                                      | —                                       | 1703                                    |
| --------------------------------------- | --------------------------------------- | --------------------------------------- | --------------------------------------- | --------------------------------------- | --------------------------------------- | --------------------------------------- | --------------------------------------- | --------------------------------------- | --------------------------------------- | --------------------------------------- | --------------------------------------- | --------------------------------------- | --------------------------------------- | --------------------------------------- | --------------------------------------- | --------------------------------------- | --------------------------------------- | --------------------------------------- | --------------------------------------- | --------------------------------------- | --------------------------------------- |

Кроме того один БТ-ИС находились в Музее при НИАБТ Полигоне в МВО и один — в Ульяновском БТУ.
По итогам советско-финляндской войны стала очевидной слабость вооружения БТ-2. Поэтому было принято решение о их коренной модернизации, то есть замены подбашенного листа и башни на новые, от машины БТ-5. Сколько танков подверглось такой переделке, пока не установлено. Но работы производились. Так, ремзавод № 48 20 мая 1941 года докладывал:
"Артимущество, указанное в графах "отремонтировано" и "требует ремонта" снято с машин при переделки последних с А-2 на А-5 (остались ДА-2 и 37-мм пушки)". В этих графах были указаны 11 спарок ДА-2 и 8 37-мм пушек. В таблице эти переделки учтены. Так же в БТ-5 химические с оборудованием ТДП-3 было переделано 7 БТ-2.
24-я танковая дивизия 10-го механизированного корпуса стала наиболее массовым их эксплуатором — 142 БТ-5, а так же 139 БТ-2.
Вторым по количеству танков БТ-5 был 1-й механизированный корпус, до войны дислоцировавшийся у Пскова. Управление корпуса сформировано из управления 20-й тяжелой танковой бригады, 3-я танковая дивизия — из 13-й легкотанковой бригады, а 1-я танковая — на базе 1-й лтбр. Входившая в корпус 163-я моторизованная дивизия переформирована из стрелковой в 1939 году и включала 229 Т-26 и 25 БТ-5. Кроме того, 89 БТ-5 (по списку, налицо — 64) в 1-й танковой дивизии, а всего корпус имел в строю 89 «пятёрок».
18-я, 20-я и 21-я горнокавалерийские дивизии 4-й кавалерийского корпуса имели по 11 БТ-5 при штатном составе в 19 танков.
В обороне Киева, где воевала 37-я армия, БТ-5 если и присутствовали, то в крайне малых количествах. По крайней мере, в 1-й и 129-й танковых бригад были только БТ-7, Т-34 и КВ-1. Кроме того, армейская группировка имела несколькими десятков танков Т-37А и Т-26, включая двухбашенные модификации, а также химические ХТ-26 и ХТ-130.
На центральном участке, во многом из-за концентрации частей на оборону Киева, фронт стабилизировался к концу сентября. Но вместо создания эшелонированной и плотной обороны, руководство Резервного и Брянского фронтов решило заняться подготовкой к контрударам. Сравнительно с летом общее количество бронированных машин едва дотягивало до одного мехкорпуса по штату 1941 года. Как пример — Западный фронт, где было всего 475 танков, но 298 из них разные модификации Т-26 и ещё 101 БТ-5 и БТ-7. Быстроходные танки были в двух мотострелковых дивизиях (101-й и 107-й) и четырёх танковых бригадах (126-й, 127-й, 128-й и 143-й). Всего на Брянском фронте было 245 танков, но на нём БТ были в 1-й танковой дивизии (один) и в 141-й танковой бригаде (22 БТ). Правда, практически все они БТ-7 и БТ-7М.
По новому штату № 010\306 от 9 октября 1941 года танковая бригада состояла из двух танковых батальонов, одного мотострелкового батальона и четырёх отдельных стрелковых рот. В ней полагалось 10 тяжёлых КВ-1, 26 средних Т-34 и 20 лёгких Т-40 или Т-26 или БТ. В мотострелковых бригадах был танковый батальон из 12 Т-34 и 20 тех же лёгких танков. Прибывшая как подкрепления 18-я танковая бригада была хорошо укомплектована, но половина её танков — БТ и Т-26 прошедшие капитальный ремонт. В дивизии было 24 БТ-5, 3 БТ-7, 5 БТ-2, 1 Т-26, 29 Т-34 и 7 бронеавтомобилей. 9-11 октября в боях бригада уничтожила 10 немецких танков, 2 противотанковых орудия и до 400 военнослужащих. Бригада потеряла тоже 10 танков. Впоследствии, в 9-часовом бою у села Ивники, 18-я бригада частично окружена. Большинство уцелевших БТ-5 брошено в прорыв, где все они погибли. У противника действовало около 40 танков. К вечеру 12 октября, когда остатки бригады мелкими группами вышли из окружения, в бригаде осталось 5 Т-34, 1 БТ-7 и 1 Т-26. Потери немцев 20 танков.
В районе Калинина действовала 21-я танковая бригада. Эта часть имела довольно пестрый состав — помимо Т-34 с пушками Ф-34 бригада с 10 Т-34 с 57-мм пушками ЗИС-4, 2 химическими ХТ-26, 5 БТ-2, 15 БТ-5 и БТ-7, 10 Т-60 и 4 самоходными установками ЗИС-30 с 57-мм пушками ЗИС-2. 14-17 октября 21-я бригада наступала в направлении населённых пунктов Тургиново, Пушкино, Трояново и, по докладам командованию, добилась значительных успехов. За 4 дня боёв уничтожено 34 немецких танка, 210 автомашин и 31 орудие. Правда бригада при этом потеряла 7 БТ, 21 Т-34, 1 Т-60 и 1 ЗИС-30.
На 28 октября 1941 года на передней линии Западного фронта осталось всего 45 БТ-5 (в 1-й мотострелковой дивизии, 4-й, 18-й, 22-й и 24-й танковых бригадах) и ещё 21 в резерве командования фронта. Часть БТ-5 после ремонта на тыловых заводах возвратилась на фронт, другие окапывали и использовали как бронированные огневые точки.
Долго воевали БТ-5-е на Ленинградском фронте, например в 3-м разведывательном батальоне 42-й армии было 2 БТ-5 (на 1 июля 1942 года), в 86-м отдельном танковом батальоне 55-й армии — 6 БТ-5 (на 1 сентября 1942 года), а на 1 июня 1943 года на Ленинградском фронте ещё 28 боеспособных БТ-5. Ещё один был на Волховском фронте.
К концу войны 23 БТ-5 было в учебных заведениях. 156 БТ-5 было на Дальнем Востоке, где часть из них ставили точку во Второй мировой войне — участвовали в разгроме Квантунской армии. 49 БТ-5 в войсках Забайкальского фронта в августе 1945 года последний раз продемонстрировали быстроходные качества в Монголии и Маньчжурии. До 30 процентов БТ-5-х в операции вышли из строя из-за неисправностей (сказалась долгая эксплуатация). Из-за боевых повреждений не выведено из строя ни одного танка БТ-5.
На 20 декабря 1945 года на Дальнем Востоке все ещё числился 1091 танк БТ-2-5-7, 206 из которых были исправными и 397 требовали текущего ремонта.

## Модификации
- БТ-5 — линейный танк;
- БТ-5РТ — танк с радиостанцией 71-ТК-1 - выпущено 263[12];;
- БТ-5-ИС — осенью 1936 года переделано 10 танков[13]. 5 из них затем вновь переделали в БТ-5;
- БТ-5/В-2 — экспериментальный БТ-5 с дизельным двигателем В-2, также машина называлась БДТ-1[14];
- ХБТ-5 — химический танк, в 1934—1935 гг. переоборудовано 13 танков под оборудование ТДП-3[15];
- РБТ-5 — ракетный танк[16];
- БТ-5ПХ — танк подводного хождения[17];
- БТ-5А - БТ-5, вооружённый 76 мм орудием.

## Сохранившиеся экземпляры
- В экспозиции Парка «Патриот», Кубинка, Московская область — два танка[18], oдин имеет подбашенный лист и башню БТ-2[11];
- В экспозиции парка Окружного Дома офицеров Российской армии в Чите, первоначально был установлен в качестве памятника в городе Борзя;
- Музей-заповедник «Прорыв блокады Ленинграда», Кировск, Ленинградская область, поднят со дна Невы и отреставрирован в 2007 г.;
- В экспозиции Музея военной техники «Боевая слава Урала» в Верхней Пышме, реконструирован из обломков бронекорпуса, восстановлен до ходового состояния;
- В экспозиции Военного Музея Монголии, Улан-Батор, бывший командирский танк, имеет макет поручневой антенны;
- Вместе с СУ-100 входит в состав мемориала на могиле Героев Советского Союза Аношина М. С. и Киселёва А. И., Ундерхаан — бывший командирский танк;
- Памятник, Чойбалсан, бывший линейный танк;
- Памятник танкистам 11-й лёгкой танковой бригады Героя Советского Союза Яковлева М. П. на горе Баин-Цаган, аймак Дорнод, бывший командирский танк, имеет остатки креплений поручневой антенны[11];
- Памятник на территории военной части, сомон Халхгол, бывший командирский танк с поручневой антенной[19].

- БТ-5 в Кубинке, 2013 год
- БТ-5 в Кубинке, 2017 год
- БТ-5 в Чите, 2016 год

## В массовой культуре
Из стихотворения «Танк»:
…
Когда бы монумент велели мне
Воздвигнуть всем погибшим здесь, в пустыне,
Я б на гранитной тесаной стене
Поставил танк с глазницами пустыми;
Я выкопал его бы, как он есть,
В пробоинах, в листах железа рваных,-
Невянущая воинская честь
Есть в этих шрамах, в обгорелых ранах.
На постамент взобравшись высоко,
Пусть как свидетель подтвердит по праву:
Да, нам далась победа нелегко.
Да, враг был храбр.
Тем больше наша слава.
Константин Симонов. 1939. Халхин-Гол.

### Стендовый моделизм
Лёгкий танк БТ-5 не представлен широко в стендовом моделизме. Единственная сборная пластиковая модель-копия посредственного качества в масштабе 1:35 выпускается фирмой Звезда (Россия). Модели нескольких модификаций танка БТ-5 в масштабе 1:72 выпускает украинская фирма UM, также фирма «Звезда» выпускает модель в масштабе 1:100 в качестве игровой фишки-юнита для настольной игры «Великая Отечественная».
Модель танка БТ-5 можно приобрести вместе с 24 выпуском журнала «Русские танки» в масштабе 1:35.

### Компьютерные игры
БТ-5 присутствует в War Thunder и World of Tanks.